# Capranica Prenestina
Capranica Prenestina – miejscowość i gmina we Włoszech, w regionie Lacjum, w prowincji Rzym.
Według danych na rok 2004 gminę zamieszkiwały 334 osoby, 16,7 os./km².